# Johann Traxler
Johann Traxler (Freistadt, 6 de fevereiro de 1959 — Bad Goisern, 11 de agosto de 2011) foi um ciclista austríaco. Competiu na prova de estrada individual nos Jogos Olímpicos de Verão de 1980 e 1984, não obtendo sucesso.